# Ligue Nationale de Rugby
La Ligue Nationale de Rugby (in italiano Lega nazionale di rugby) è l'organismo di gestione del rugby a 15 professionistico in Francia.
Fondata nel 1998, ha sede a Parigi e organizza dalla stagione 1998-99 i campionati di prima e seconda divisione.

## Storia

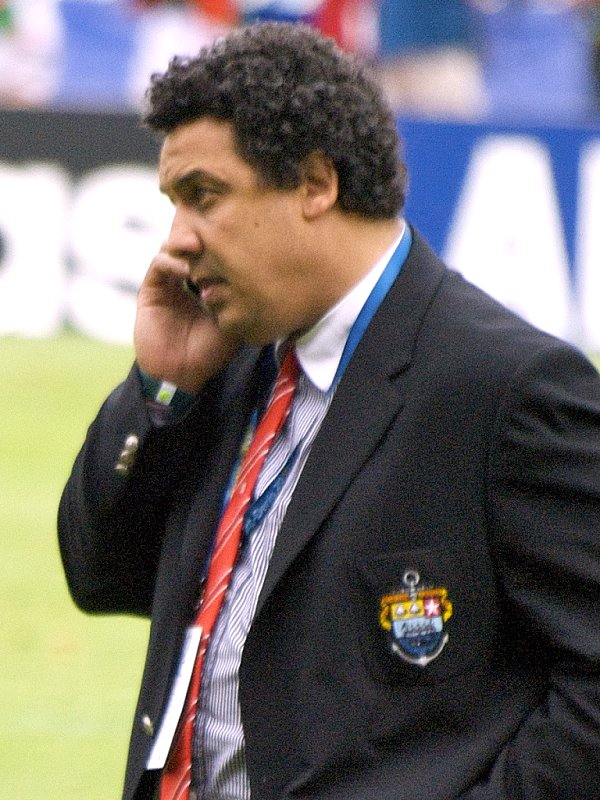
Serge Blanco, primo presidente della LNR

L'esigenza di una Lega professionistica nacque in Francia sulla scorta dell'incapacità gestionale del rugby (e più in generale di molte Federazioni sportive) a fare fronte a mutati scenari economici alla fine del XX secolo; in particolare, il ministero dello Sport e della Gioventù e la Fédération Française de Rugby esortarono i presidenti di prima e seconda divisione nazionale a creare una Lega, ancora inesistente dopo tre anni di professionismo nella disciplina, per fare fronte comune contro le offensive mediatiche di Rupert Murdoch il quale aveva intenzione di creare tornei autonomi fuori da ogni regolamentazione federale a scopi esclusivamente televisivi.
A giugno 1998 nacque quindi a Parigi la Ligue Nationale de Rugby, che il 13 di quel mese ricevette il riconoscimento da parte della Federazione insieme al mandato di organizzare i campionati di prima e seconda divisione a partire dalla stagione sportiva 1998-99; tra gli altri compiti in capo alla neonata Lega anche quelli di organizzare e sviluppare il rugby professionistico in Francia, la formazione dei giocatori, esprimere i propri rappresentanti nelle associazioni che organizzano le competizioni europee di club, negoziare i diritti commerciali, televisivi e sportivi dei propri club affiliati con soggetti terzi.
L'organo decisionale della Lega è l'Assemblea generale composta da 43 membri con diritto di voto, così ripartiti:
- il presidente della LNR;
- i rappresentanti dei 30 club professionistici (i 14 di prima divisione e i 16 di seconda);
- tre rappresentanti federali;
- un rappresentante dei giocatori;
- un rappresentante degli allenatori;
- un rappresentante degli arbitri;
- un rappresentante dei medici dei club;
- cinque personalità di rilievo, due delle quali designate dalla Federazione e tre dai club affiliati alla LNR.

Ulteriori tre personalità fanno parte del Comitato direttivo e partecipano all'Assemblea ma senza diritto di voto.
Il primo presidente della LNR fu Serge Blanco, dirigente del Biarritz e tre quarti ala storico della Francia, che mantenne l'incarico per più di dieci anni; alla fine del 2008 si dimise e il suo posto fu preso da Pierre-Yves Revol, presidente del Castres.
Quattro anni più tardi il posto di Revol fu preso da Paul Goze, all'epoca presidente del Perpignano.
A inizio 2016 la Lega ha visto le dimissioni del consigliere Patrick Wolff, tra i fondatori e consigliere storico dell'organizzazione, in disaccordo con gli obiettivi sportivi ed economici a lungo termine perseguiti dai club, a suo dire lesivi degli interessi del rugby nazionale.